# Jens Freudl
Jens Freudl (* 26. Januar 1971 in Frankfurt am Main) ist ein ehemaliger deutscher Basketballspieler.

## Laufbahn
Freudl wurde in der Jugendabteilung des TV 1862 Langen ausgebildet. 1988 ging er für ein Jahr nach Kanada, weilte dort an der Oak Bay High School (Provinz British Columbia), für deren Basketballmannschaft der zwei Meter große Flügel- und Innenspieler auflief.
Im Anschluss an seine Rückkehr nach Deutschland und zum TV Langen gehörte er zum Aufgebot des Vereins in der Basketball-Bundesliga. Zudem wurde er in die deutsche Juniorennationalmannschaft berufen, mit der er an einem Turnier in Belgien teilnahm. Mit der Langener Bundesligamannschaft verpasste er den Klassenerhalt. In der Saison 1990/91 gelang ihm mit Langen der direkte Wiederaufstieg in die höchste deutsche Spielklasse. In der Bundesliga-Saison 1991/92 gehörte er nicht zur Mannschaft. Freudl ging zum MTV Kronberg, spielte aber von 1994 bis 1999 wieder in der 2. Bundesliga für Langen.
Er nahm mit dem TV Langen später an Altherrenwettkämpfen, unter anderem an deutschen Meisterschaften, teil.